# Естонија на Светском првенству у атлетици на отвореном 2019.
Естонија је на 17. Светском првенству у атлетици на отвореном 2019. одржаном у Дохи од 27. септембра до 6. октобра учествовала четрнаести пут, односно учествовала је под данашњим именом на свим првенствима од 1993. до данас. Репрезентацију Естоније представљало је 8 атлетичара који су се такмичили у 8 дисциплина.,
На овом првенству Естонија је по броју освојених медаља делила 21. место са 2 освојене сребрне медаље. У табели успешности према броју и пласману такмичара који су учествовали у финалним такмичењима (првих 8 такмичара) Естонија је са 3 учесником у финалу заузела 25. место са освојених 17 бодова.
| Плас. | Земља    | 1. место | 2. место | 3. место | 4. место | 5. место | 6. место | 7. место | 8. место | Бр. финал. | Бод. |
| ----- | -------- | -------- | -------- | -------- | -------- | -------- | -------- | -------- | -------- | ---------- | ---- |
| 25.   | Естонија | 0        | 2        | 0        | 0        | 0        | 1        | 0        | 0        | 3          | 17   |

## Учесници
Мушкарци:
- Тидрек Нурме — Маратон
- Роман Фости — Маратон
- Расмус Меги — 400 м препоне
- Каур Кивистик — 3.000 м препреке
- Кристо Галета — Бацање кугле
- Мартин Купер — Бацање диска
- Магнус Кирт — Бацање копља
- Мајкел Уибо — Десетобој
- Janek Õiglane — Десетобој

## Освајачи медаља (2)

### сребро (2)
- Магнус Кирт — Бацање диска
- Мајкел Уибо — Десетобој

## Резултати

### Мушкарци
| Атлетичар     | Дисциплина       | Лични рекорд | Класификације  | Класификације  | Полуфинале           | Полуфинале           | Финале                | Финале       | Детаљи |
| Атлетичар     | Дисциплина       | Лични рекорд | Резултат       | Место          | Резултат             | Место                | Резултат              | Место        | Детаљи |
| ------------- | ---------------- | ------------ | -------------- | -------------- | -------------------- | -------------------- | --------------------- | ------------ | ------ |
| Тидрек Нурме  | Маратон          | 2:13:40      |                |                |                      |                      | 2:17:38               | 26 / 55 (73) |        |
| Роман Фости   | Маратон          | 2:17:54      | 2:18:30 ЛРС    | 33 / 55 (73)   |                      |                      |                       |              |        |
| Расмус Меги   | 400 м препоне    | 48,40 НР     | 49,34 КВ, ЛРС  | 1. у гр. 5     | 48,93 ЛРС            | 4. у гр. 1           | Нису се квалификовали | 9 / 38 (39)  |        |
| Каур Кивистик | 3.000 м препреке | 8:28,55 НР   | 8:39,26        | 14. у гр. 1    |                      |                      | Нису се квалификовали | 39 / 44 (46) |        |
| Кристо Галета | бацање кугле     | 20,76        | Није стартовао | Није стартовао | Није се квалификовао | Није се квалификовао |                       |              |        |
| Мартин Купер  | бацање диска     | 66,67        | 62,10          | 11. у гр. А    | Није се квалификовао | 19 / 32              |                       |              |        |
| Магнус Кирт   | бацање копља     | 90,61 НР     | 88,36 КВ       | 1. у гр. Б     | 86,21                |                      |                       |              |        |

#### Десетобој
| Дисциплина    | Мајкел Уибо  | Мајкел Уибо     | Мајкел Уибо | Мајкел Уибо | Мајкел Уибо | Мајкел Уибо |
| Дисциплина    | Лични рекорд | Резултат        | Бод.        | Плас.       | Укупно      | Плас.       |
| ------------- | ------------ | --------------- | ----------- | ----------- | ----------- | ----------- |
| 100 м         | 10,99        | 11,10 ЛРС       | 838         | 16.         | 838         | 16.         |
| Скок удаљ     | 7,82         | 7,46 ЛРС        | 925         | 8.          | 1.763       | 12.         |
| Бацање кугле  | 14,98        | 15,12 ЛР        | 797         | 10.         | 2.560       | 9.          |
| Скок увис     | 2,18         | 2,17 ЛРС        | 963         | 1.          | 3.523       | 5.          |
| 400 м         | 50,18        | 50,44 ЛРС       | 794         | 19.         | 4.317       | 6.          |
| 110 м препоне | 14,49        | 14,43 (.422) ЛР | 920         | 9.          | 5.237       | 6.          |
| Бацање диска  | 49,14        | 46,64           | 801         | 8.          | 6.038       | 5.          |
| Скок мотком   | 5,30         | 5,40 ЛР         | 1.035       | 1.          | 7.073       | 3.          |
| Бацање копља  | 64,51        | 63,83 ЛРС       | 796         | 3.          | 7.869       | 1.          |
| 1.500 м       | 4:25,53      | 4:31,51 ЛРС     | 735         | 3.          | 8.604       | 2.          |
| Десетобој     | 8.514        |                 |             |             | 8.604 ЛР    |             |

| Дисциплина    | Janek Õiglane | Janek Õiglane   | Janek Õiglane | Janek Õiglane | Janek Õiglane | Janek Õiglane |
| Дисциплина    | Лични рекорд  | Резултат        | Бод.          | Плас.         | Укупно        | Плас.         |
| ------------- | ------------- | --------------- | ------------- | ------------- | ------------- | ------------- |
| 100 м         | 11,06         | 10,94 (.940) ЛР | 874           | 13.           | 874           | 13.           |
| Скок удаљ     | 7,74          | 7,32            | 891           | 11.           | 1.765         | 11.           |
| Бацање кугле  | 15,50д        | 15,20           | 802           | 7.            | 2.567         | 8.            |
| Скок увис     | 2,05          | 1,96            | 767           | 15.           | 3.334         | 10.           |
| 400 м         | 49,58         | 49,14 ЛР        | 855           | 13.           | 4.189         | 10.           |
| 110 м препоне | 14,34         | 15,13           | 834           | 15.           | 5.023         | 14.           |
| Бацање диска  | 44,62         | 43,37           | 733           | 18.           | 5.756         | 14.           |
| Скок мотком   | 5,19д         | 5,00            | 910           | 6.            | 6.666         | 10.           |
| Бацање копља  | 72,38         | 72,46 ЛР        | 927           | 2.            | 7.593         | 6.            |
| 1.500 м       | 4:34,41       | 4:36,24         | 704           | 7.            | 8.297         | 6.            |
| Десетобој     | 8.371         |                 |               |               | 8.297         | 6 / 19 (24)   |